# Розльоти
Розльо́ти — село в Україні, у Понорницькій селищній громаді Новгород-Сіверського району Чернігівської області. Населення становить приблизно 70 осіб. До 2020 орган місцевого самоврядування — Розльотівська сільська рада.

## Назва
За переказом, Радичівські гори були птичими горами, летовищем, де гуртувалися птиці у зграї перед відльотом восени на південь, а потім прилітали по весні й розліталися по Десні, мабуть, звідси й назва села Розлети.

## Символіка
На гербі зображені закрути річки Десна біля села і корабель часів Київської Русі на тлі зеленої гори (Радичівські гори). Корабель символізує, що неподалік села археологами виявлено два городища та курганний могильник часів Київської Русі. Вгорі зображені дві ластівки які розлітаються, що вказує на назву села (герб є промовистим).

## Історія
Розльоти відомі із 1701 року.
12 червня 2020 року, відповідно до розпорядження Кабінету Міністрів України № 730-р «Про визначення адміністративних центрів та затвердження територій територіальних громад Чернігівської області», увійшло до складу Понорницької селищної громади.
19 липня 2020 року, в результаті адміністративно-територіальної реформи та ліквідації Коропського району, увійшло до складу Новгород-Сіверського району Чернігівської області.

## Корисні копалини
- Кролевецьке (Розльотське) родовище фосфоритів.